# 小林哲子
小林 哲子（、1941年〈昭和16年〉3月12日 - 1994年〈平成6年〉12月9日）は、日本の女優。
東京都中野区出身。劇団俳優座に在籍。舞台、映画、テレビなどで活躍した。

## 来歴・人物
幼い頃から日本舞踊を習っていた（1973年には藤間流の名取となる）。小学生時代から演劇が好きになり、学習院女子中・高等科では演劇部に所属した。高校卒業後、1959年に國學院大學に入学するが、同時期に劇団俳優座養成所（11期生）入所、1962年に俳優座準団員、1964年に俳優座正団員に昇格した。初舞台は田中千禾夫・作の『大姫島の理髪師』。なお大学は後に中退した。
養成所時代にTBSドラマ『青年の樹』でデビュー。劇団入団後には、東映の時代劇『源九郎義経』で映画デビュー。
東宝の映画『恐怖の時間』の撮影中に、現場を訪れた本多猪四郎に見初められ、特撮映画『海底軍艦』のムウ皇帝役に抜擢された。本多は、ひと目見て皇帝役の成功を確信したといい、実際に撮影では小林自ら化粧を考えるなど熱心に取り組み、役に対する考えがしっかりしていたと評している。
しかし、体調不良のため1967年に俳優を一時引退することになる。引退直前の作品は、NHKドラマ『三姉妹』、TBSドラマ『真田幸村』、舞台『アンナ・カレーニナ』であった。
引退後は結婚から出産を経るが、この間も俳優座のマネージャーはいつでも復帰できるようにしていたという。
約15年のブランクの後、1982年にはTBSドラマ『ちょっと神様』で復帰を果たした。同年には、第2回アマチュア特撮大会にもゲスト出演した。
1994年（平成6年）12月9日、肺癌のため死去。享年53。

## 出演作品

### 映画
- 源九郎義経（1962年）- 松の君 役
- よか稚児ざくら 馬上の若武者（1962年）- 雪江 役
- 勢揃い関八州（1962年）- おふさ 役
- 東京丸の内（1962年）- 武山明子 役
- 次郎長と小天狗　殴り込み甲州路（1962年）- お喜代 役
- 白と黒（1963年）- 高倉美代 役
- 海底軍艦（1963年）- ムウ帝国皇帝 役[1][2][4]
- 恐怖の時間（1964年）- あかね 役
- 列車大襲撃（1964年）- 沢野多加子 役
- 泥棒番付（1966年）- お慶 役
- 赤いグラス（1966年）- 相原典子 役
- 酔いどれ博士（1966年） - 看護婦・花子 役
- 燃えよ剣（1966年）- 佐絵 役
- 二人の銀座（1967年）- 瀬川玲子 役
- 上意討ち 拝領妻始末（1967年）- お玉 役
- きつね（1983年）
- 次郎物語（1987年）後ろ姿のみ
- 卒業プルーフ（1987年）- 千秋の母 役
- 橋（1988年）
- 遠き落日（1992年）
- 月光の夏（1993年）
- さくら（1994年）

### テレビ
- 青年の樹（1961年、TBS・ナショナル劇場） - 山形明子 役
- 松本清張シリーズ・黒の組曲 第25話「渓流」（1962年、NHK） - 多美子 役
- ザ・ガードマン（TBS）
  - 第36話「醜聞」（1965年）
  - 第49話「子羊の肉」（1966年）
  - 第50話「逃亡と裏切り」（1966年）
  - 第63話「女ひとり」（1966年）
- 素浪人 月影兵庫 第17話「真赤な花が咲いていた」（1966年、NETテレビ） - 万姫 役
- おはなはん（1966年 - 1967年、NHK）
- 銭形平次 第16話「地獄の投げ銭」（1966年、フジテレビ・東映） - きよ 役
- 三姉妹（1967年、NHK大河ドラマ）
- ちょっと神様（1982年 TBS）
- はらぺこ同志（1982年 TBS）
- 土曜ワイド劇場（テレビ朝日）
  - 「松本清張の風の息」（1982年）
  - 「眠りの森の美女殺人事件」（1993年）
- 水戸黄門（TBS / C.A.L）
  - 第13部 第19話「萩焼き頑固くらべ・萩」（1983年2月21日） - お民 役
  - 第17部 第13話「仇討ち阿波人形・徳島」（1987年11月23日） - おその 役
- 不良少女とよばれて（1984年、TBS・大映テレビ） - 曽我美也子 役
- 乳姉妹（1985年、TBS・大映テレビ） - 大丸則子 役
- ヤヌスの鏡（1985年 - 1986年、フジテレビ・大映テレビ） - 小沢みどり 役
- 雨の日の訪問者（1986年、フジテレビ）
- 京都かるがも病院 第19話「緊急、車内分娩!」（1987年、テレビ朝日・東映）
- 夏樹静子サスペンス 一億円は安すぎる (1987年4月13日 関西テレビ)
- 再会-その危険な罠-（1987年8月21日、フジテレビ）- 沢井清子
- 長七郎江戸日記第2シリーズ「散るが命か、寒椿」（1988年1月、日本テレビ・ユニオン映画） - おトキ 役
- 愛の劇場 （TBS）
  - 「殉愛」（1988年、TBS・松竹テレビ室） - 相馬黒光 役
  - 「赤い迷宮」（1993年、TBS・大映テレビ）

### その他の番組
- 一枚の写真（1986年、フジテレビ）
- ケインとアベル（海外ドラマ、声の出演）
- 殺意の香り（ブルック・レイノルズ〈メリル・ストリープ〉、声の出演）